# Чемпионат мира по лёгкой атлетике в помещении 2018 — эстафета 4×400 метров (мужчины)
Соревнования в эстафете 4×400 метров у мужчин на чемпионате мира по лёгкой атлетике в помещении 2018 года прошли 3 и 4 марта в британском Бирмингеме на арене «National Indoor Arena».
Действующим зимним чемпионом мира в эстафете 4×400 метров являлась сборная США.

## Медалисты
| Золото                                                                                    | Серебро                                                                                       | Бронза                                                                |
| Польша · Кароль Залевский · Рафал Омелько · Лукаш Кравчук · Якуб Кшевина · Патрик Адамчик | США · Фред Керли · Майкл Черри · Олдрич Бэйли · Вернон Норвуд · Маркиз Вашингтон · Пол Дедево | Бельгия · Дилан Борле · Джонатан Борле · Джонатан Сакур · Кевин Борле |

## Рекорды
До начала соревнований действующими были следующие рекорды в помещении.
| Мировой рекорд                 | США · Кайл Клемонс · Дэвид Вербург · Кайнд Батлер · Кэлвин Смит                    | 3.02,13 | Сопот, Польша | 9 марта 2014    |
| Рекорд чемпионатов мира        | США · Кайл Клемонс · Дэвид Вербург · Кайнд Батлер · Кэлвин Смит                    | 3.02,13 | Сопот, Польша | 9 марта 2014    |
| Лучший результат сезона в мире | Университет Южной Калифорнии Захари Шинник Рэй Бенджамин Рикки Морган Майкл Норман | 3.01,98 | Клемсон, США  | 10 февраля 2018 |

## Расписание

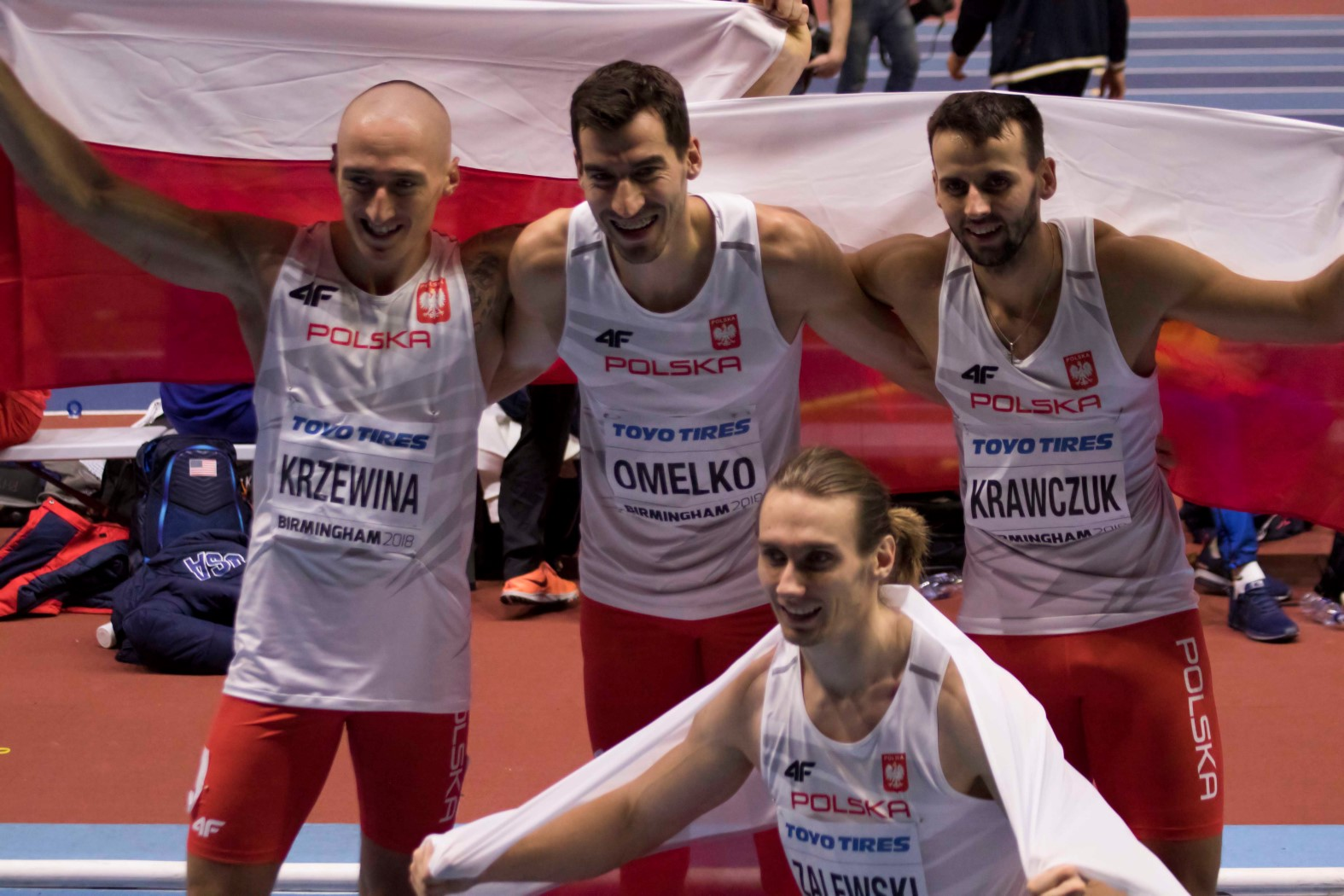
Сборная Польши установила новый мировой рекорд

| Дата         | Время | Раунд соревнований     |
| ------------ | ----- | ---------------------- |
| 3 марта 2018 | 12:31 | Предварительные забеги |
| 4 марта 2018 | 17:25 | Финал                  |

Время местное (UTC±00:00)

## Результаты
Обозначения: Q — Автоматическая квалификация | q — Квалификация по показанному результату | WR — Мировой рекорд | AR — Рекорд континента | CR — Рекорд чемпионатов мира | NR — Национальный рекорд | WL — Лучший результат сезона в мире | SB — Лучший результат в сезоне | DNS — Не стартовали | DNF — Не финишировали | DQ — Дисквалифицированы

### Предварительные забеги
Квалификация: первые 2 команды в каждом забеге (Q) плюс 2 лучших по времени (q) проходили в финал.
| Место | Команда                                                                                 | Забег | Результат | Примечания |
| ----- | --------------------------------------------------------------------------------------- | ----- | --------- | ---------- |
| 1     | США (Фред Керли, Маркиз Вашингтон, Пол Дедево, Вернон Норвуд)                           | 2     | 3:04.00   | Q          |
| 2     | Бельгия (Дилан Борле, Джонатан Борле, Джонатан Сакур, Кевин Борле)                      | 1     | 3:05.22   | Q, SB      |
| 3     | Польша (Кароль Залевский, Патрик Адамчик, Лукаш Кравчук, Якуб Кшевина)                  | 1     | 3:05.24   | Q, SB      |
| 4     | Великобритания (Оуэн Смит, Себастьян Роджер, Джамал Роден-Стивенс, Грант Плендерлит)    | 2     | 3:05.29   | Q, SB      |
| 5     | Тринидад и Тобаго (Ренни Куоу, Джерим Ричардс, Мейчел Седенио, Лалонде Гордон)          | 1     | 3:05.96   | q, SB      |
| 6     | Чехия (Михал Десенский, Вит Мюллер, Филип Шнейдр, Патрик Шорм)                          | 1     | 3:06.40   | q, SB      |
| 7     | Испания (Лукас Буа, Мануэль Гихарро, Алеш Поррас, Самуэль Гарсия)                       | 2     | 3:07.52   | SB         |
| 8     | Доминиканская Республика (Хуандер Сантос, Раймонд Урбино, Андито Чарльз, Леонель Бонон) | 2     | 3:10.45   | SB         |
| 9 !   | Украина                                                                                 | 1     | DNS       |            |
| 9 !   | Ямайка                                                                                  | 2     | DNS       |            |

### Финал
Финал в эстафете 4×400 метров у мужчин состоялся 4 марта 2018 года. Главный фаворит финала, сборная США, с первого этапа захватила уверенное лидерство. Фред Керли к финишу своего отрезка принёс комфортное преимущество, которое его партнёры по команде удержали до последней передачи палочки. Вернон Норвуд имел значительное преимущество (около четырёх метров) перед Якубом Кшевиной, однако преимущество поляка на заключительных 100 метрах дистанции оказалось подавляющим и достаточным для победы. Сборная Польши установила новый мировой рекорд (3.01,77), улучшив предыдущее достижение на 0,36 секунды. Американцы не выиграли золото в мужской эстафете на чемпионате мира в помещении впервые с 2004 года и всего лишь в пятый раз (из 13) в истории. Команда Бельгии с тремя братьями Борле в составе опередила Тринидад и Тобаго в борьбе за третье место всего на 0,01 секунды, установив национальный рекорд 3.02,51.
| Место | Команда                                                                        | Результат | Примечания |
| ----- | ------------------------------------------------------------------------------ | --------- | ---------- |
| 1     | Польша (Кароль Залевский, Рафал Омелько, Лукаш Кравчук, Якуб Кшевина)          | 3:01.77   | WR, CR, WL |
| 2     | США (Фред Керли, Майкл Черри, Олдрич Бэйли, Вернон Норвуд)                     | 3:01.97   | AR         |
| 3     | Бельгия (Дилан Борле, Джонатан Борле, Джонатан Сакур, Кевин Борле)             | 3:02.51   | NR         |
| 4     | Тринидад и Тобаго (Деон Лендор, Джерим Ричардс, Аса Гевара, Лалонде Гордон)    | 3:02.52   | NR         |
| 5     | Чехия (Михал Десенский, Патрик Шорм, Филип Шнейдр, Павел Маслак)               | 3:04.87   | SB         |
| 6     | Великобритания (Оуэн Смит, Грант Плендерлит, Джамал Роден-Стивенс, Ли Томпсон) | 3:05.08   | SB         |